# Viktor Boerajev
Viktor Michajlovitsj Boerajev (Russisch: Виктор Михайлович Бураев) (Penza, 23 augustus 1982) is een Russische snelwandelaar.

## Loopbaan
Zijn eerste succes boekte Boerajev in 2000 op de wereldkampioenschappen voor junioren door een bronzen medaille te winnen op de 10.000 m snelwandelen. Op de Olympische Spelen van 2004 in Athene behaalde hij op het onderdeel 20 km snelwandelen een 22e plaats in 1:18.06. Twee jaar later werd hij op de Europese kampioenschappen in Göteborg vierde.
In september 2008 werd door de Russische atletiekfederatie een serie Russische atleten, waaronder Viktor Boerajev, geschorst wegens het gebruik van doping. Het zou hier gaan om het verboden middel epo, aangetoond bij een controle op 20 april 2008. Deze schorsing werd op 5 november 2008 door de IAAF bekrachtigd.
Boerajev is aangesloten bij Saransk Army.

## Persoonlijke records
Baan
| Onderdeel             | Prestatie | Datum            | Plaats   |
| --------------------- | --------- | ---------------- | -------- |
| 10.000 m snelwandelen | 38.46,4   | 20 mei 2000      | Moskou   |
| 20.000 m snelwandelen | 1:21.29,2 | 4 september 2001 | Brisbane |

Weg
| Onderdeel          | Prestatie | Datum        | Plaats  |
| ------------------ | --------- | ------------ | ------- |
| 10 km snelwandelen | 38.58     | 21 juni 2003 | Saransk |
| 20 km snelwandelen | 1:18.06   | 4 maart 2001 | Adler   |

## Palmares

### 10.000 m snelwandelen
- 2000:  WJK - 40.56,57

### 20 km snelwandelen
- 2001:  Europacup - 1:19.30
- 2001:  WK - 1:20.36
- 2002: 4e EK - 1:20.36
- 2002: DNF Wereldbeker
- 2004: 22e OS - 1:25.36
- 2006: 7e Wereldbeker - 1:20.18
- 2006: 4e EK - 1:20.12
- 2008: 24e Wereldbeker - 1:22.29